# Cumbibira
Cumbibira es un pueblo peruano ubicado en el distrito de Catacaos, perteneciente a la provincia y departamento de Piura, al norte del Perú. 

## Ubicación
Cumbibira se ubica al oeste de la provincia de Piura, en el distrito de Catacaos, en el departamento de Piura.

## Demografía
En 2017 Cumbibira tenía una población de 1059 habitantes.
| Gráfica de evolución demográfica de Cumbibira entre 1993 y 2017 |
|                                                                 |
| Fuentes: Población 1993 y 2017                                  |